# او پر
او پِر (به انگلیسی: Au pair)، (‎/oʊˈpɛər/‎)، یا خدمتکار تهاتری، یک فرد کمک کننده از یک کشور خارجی است که برای یک خانواده میزبان کار می‌کند و به‌عنوان بخشی از آن خانواده زندگی می‌کند. به‌طور معمول، او پرها بخشی از مسئولیت خانواده را در قبال نگهداری از کودکان و همچنین برخی از امور خانه‌داری بر عهده می‌گیرند و کمک‌هزینه‌ای پولی برای استفاده شخصی دریافت می‌کنند. ترتیبات مربوط به او پر مشمول محدودیت‌های دولتی است، که محدوده سنی را معمولاً از اواسط اواخر نوجوانی، تا اواسط اواخر دهه بیست سالگی مشخص می‌کنند. برخی از کشورها به‌طور صریح ترتیبات را به زنها محدود می‌کنند.
ترتیبات بین اروپا، جایی که منشأ این ایده بوده و آمریکای شمالی، متفاوت است. در اروپا، تنها قرار است که او پرها به صورت پاره وقت کار کنند و آنها همچنین اغلب به صورت پاره وقت و به‌طور کلی با تمرکز بر زبان کشور میزبان، به تحصیل نیز می‌پردازند. در ایالات متحده آنها ممکن است به صورت تمام وقت به نگهداری از کودکان بپردازند. در سال ۱۹۶۹، توافقنامه اروپایی در مورد تعیین سطح او پر امضا شد و در سال ۱۹۷۱ لازم‌الاجرا شد. شرکت‌های او پر در ایالات متحده، پرداخت‌های غیرقابل استرداد قابل توجهی را به محض ورود او پر به کشور بدست می‌آورند. این قرارداد با وجود اعتماد بسیاری از خانواده‌ها به این برنامه، نگهداری از کودکان را تضمین نمی‌کند.
بر خلاف بسیاری از کمک کننده‌های داخلی دیگر، او پر بخشی از خانواده میزبان محسوب می‌شود و صرفاً مستخدم نیست. در بعضی از کشورها، او پر لباسی همسان می‌پوشد، اما به‌طور معمول او پر تنها از کد لباس خانواده میزبان پیروی می‌کند لباسی مناسب با شرح کار که به‌طور معمول شامل یک پیش‌بند محافظ می‌شود، را می‌پوشند.

## او پرهای سرشناس
- جامیکا کینکید، نویسنده آنتیگوآن-آمریکایی و استاد هاروارد
- ملیسا مولر، روزنامه‌نگار و نویسنده اتریشی
- الین نوردگرن، مدل؛ همسر سابق تایگر وودز
- اوا ژولی، دادرس نروژی-فرانسوی
- ماریون روس، بازیگر آمریکایی
- سگولن روایال، سیاستمدار فرانسوی
- جنیفر ساندرز، کمدین انگلیسی، فیلم‌نامه‌نویس، خواننده و بازیگر
- آنی ام خی شمیت، نویسنده هلندی
- الکه زومر، بازیگر آلمانی
- یوته استنسگارد، بازیگر دانمارکی
- کریستین اسکات توماس، بازیگر انگلیسی
- بئاته اوزه، خلبان و کارآفرین آلمانی